# Dracocephalum
- Commons
- Wikispecies

Dracocephalum L. é um gênero botânico da família Lamiaceae, nativo das regiões temperadas do hemisfério norte.

## Sinonímia
- Fedtschenkiella Kudr.
- Moldavica Fabr.

## Principais espécies
| - Dracocephalum argunense - Dracocephalum austriacum - Dracocephalum botryoides - Dracocephalum bullatum - Dracocephalum calophyllum - Dracocephalum forrestii - Dracocephalum grandiflorum - Dracocephalum hemsleyanum - Dracocephalum heterophyllum - Dracocephalum imberbe - Dracocephalum isabellae | - Dracocephalum moldavicum - Dracocephalum nutans - Dracocephalum parviflorum - Dracocephalum peregrinum - Dracocephalum purdomii - Dracocephalum renatii - Dracocephalum rupestre - Dracocephalum ruyschiana - Dracocephalum tanguticum - Dracocephalum thymifolium - Dracocephalum wallichii |

- «Lista completa»

## Classificação do gênero
| Sistema | Classificação                        | Referência               |
| ------- | ------------------------------------ | ------------------------ |
| Linné   | Classe Didynamia, ordem Gymnospermia | Species plantarum (1753) |